# Cantonul Chabeuil
Cantonul Chabeuil este un canton din arondismentul Valence, departamentul Drôme, regiunea Rhône-Alpes, Franța.

## Comune
- Barcelonne
- La Baume-Cornillane
- Chabeuil (reședință)
- Châteaudouble
- Combovin
- Le Chaffal
- Malissard
- Montélier
- Montmeyran
- Montvendre
- Peyrus
- Upie